# 1066

## Evenimente
- 4 ianuarie: La moartea lui Eduard "Confesorul", "witan"-ul anglo-saxon proclamă ca rege pe Harold al II-lea, fiul lui Godwin, care este încoronat a doua zi la abația Westminster.

- 3 februarie: Rostislav, cneazul de Tmutarakan, este otrăvit de către un agent bizantin.

- 20 martie: Cometa Halley este consemnată în tapiseriile de la Bayeux, ca și în consemnările chinezești.

- 13 iulie: Căsătoria dintre împăratul Henric al IV-lea și Bertha de Torino, săvârșită la Tribur.

- 12 august: Flota ducelui Guillaume I al Normandiei se adună la Dives, ducele având consimțământul papei Alexandru al-II-lea pentru a invada Anglia.
- 26 august: Obținerea unei charte de libertăți comunale de către orașul Huy, în Belgia, ca urmare a participării locuitorilor săi la reconstruirea catedralei Notre-Dame din oraș.

- 12 septembrie: Flota normandă ajunge la Saint-Valery.
- 20 septembrie: Bătălia de la golful Fulford: regele Harald al III-lea al Norvegiei (Harald Haardrade), susținut de aliații scoțieni și de mercenari flamanzi, înfrânge pe conții Edwin de Mercia și Morcar de Northumbria; ca urmare, orașul York este ocupat de vikingi.
- 25 septembrie: Bătălia de la Stamford Bridge: regele anglo-saxon Harold al II-lea înfrânge forțele vikinge ale lui Harald Haardrade, care cade în luptă.
- 28 septembrie: Guillaume I, ducele Normandiei, debarcă pe coasta Angliei, în dreptul golfului Pevensey, cu 500 de nave și 8.000 de luptători și, în cursul aceleiași zile, ajunge la Hastings.

- 6 octombrie: Harold al II-lea revine la Londra, după campania din nord.
- 14 octombrie: Bătălia de la Hastings: regele Angliei, Harold al-II-lea, este înfrînt și ucis în luptă de către forțele normande ale lui Guillaume de Normandia.
- 21 octombrie: Guillaume de Normandia ocupă Dover.
- 29 octombrie: Guillaume de Normandia ocupă Canterbury.

- 11 decembrie: La moartea lui Conan al II-lea, ducatul de Bretagne revine lui Hoel, fiul ducelui Alain Canhiart de Cornwall.
- 25 decembrie: Încoronarea lui Guillaume de Normandia ca rege al Angliei, sub numele de William I, de către arhiepiscopul anglo-saxon Stigand.
- 30 decembrie: Masacrul de la Granada: Mulțimea de musulmani crucifică pe conducătorul evreu Iosif ibn Naghrela și masacrează cea mai mare parte a populației evreiești din Granada.

### Nedatate
- decembrie: William I al Angliei înconjoară Londra și pradă teritoriul din jur; nobilii anglo-saxoni i se predau rând pe rând.
- Genovezii lansează un atac naval asupra Pisei.
- La moartea regelui Stenkil, începe disputa pentru tronul Suediei dintre fiul acestuia, Erik Stenkilsson, și Eric "Păgânul".
- Normandul Richard de Aversa ocupă Ceperano și devastează câmpiile din Italia centrală.
- Orașul-port Hedeby din Danemarca este distrus în urma unui atac al slavilor și abandonat definitiv.
- Sunt consemnate primele cazuri de convertire la Islam a populației de culoare, în zona Gambia.

## Arte, Știință, Literatură și Filozofie
- Chinezul Sima Guang încheie lucrul la o bogată compilație de lexicografie.

## Înscăunări
- 5 ianuarie: Harold al II-lea, rege al Angliei.
- 25 septembrie: Magnus II, rege al Norvegiei (1066-1069), și fratele său Olaf al III-lea Haraldsson, asociat la tron (1066-1093)
- 11 decembrie: Hoel, duce de Bretagne (1066-1084).
- 25 decembrie: William I, rege al Angliei (1066-1087).
- Harshavarman al III-lea, rege al Cambodgei (1066-1080)

## Nașteri
- Tutush, sultan turc (d. 1095)

## Decese
- 4 ianuarie: Eduard "Confesorul", rege al Angliei (n. 1002)
- 3 februarie: Rostislav, cneaz de Tmutarakan (n. ?)
- 25 septembrie: Harald Haardrade, rege al Norvegiei (n. 1015)
- 25 septembrie: Tostig, conte de Northumberland (n. ?)
- 14 octombrie: Harold al II-lea, rege al Angliei (n.c. 1022)
- 11 decembrie: Conan al II-lea, duce de Bretagne (n. ?)
- Al Bayhaqi, jurist persan (n. 994)
- Ibn Butlan, medic și teolog arab din Bagdad (n. ?)
- Stenkil, rege al Suediei (n. ?)
- Su Xun, scriitor chinez (n. 1009)
- Udayadityavarman al II-lea, suveran al Cambodgei (n. ?)